# Glenwood, Utah
Glenwood är en ort i Sevier County i delstaten Utah, USA.